# Javier Lozano Barragán
Javier Lozano Barragán (Toluca, 26 de janeiro de 1933 – Roma, 20 de abril de 2022) foi um cardeal mexicano da Igreja Católica Romana, presidente-emérito do Pontifício Conselho para a Pastoral no Campo da Saúde.

## Juventude e educação
Nascido em Toluca, Estado do México, Lozano Barragán estudou para o sacerdócio em Zamora, Michoacán, e na Pontifícia Universidade Gregoriana em Roma, onde se doutorou em Teologia e foi ordenado presbítero por imposição das mãos de Dom Carlo Confalonieri, então secretário da Congregação para os Seminários e Universidades, na Capela do Pontifício Colégio Pio Latino-americano.

## Episcopado
Em 5 de junho de 1979, Lozano Barragán foi eleito bispo-auxiliar da Arquidiocese do México e preconizado com a sé titular de Tinisa da Numídia. Sua consagração se deu em 15 de agosto seguinte, na Basílica de Nossa Senhora de Guadalupe, presidida por Dom Ernesto Cardeal Corripio y Ahumada, arcebispo do México, tendo Dom Miguel Darío Cardeal Miranda y Gómez, arcebispo emérito, e Dom José Esaúl Robles Jiménez, bispo de Zamora, como co-consagrantes.
Em 28 de outubro de 1984, foi eleito bispo da Diocese de Zacatecas, sufragânea da Arquidiocese de San Luis Potosí, a qual regeu por doze anos. Em 1996, ele foi para o Vaticano, onde, em 31 de outubro do mesmo ano, foi eleito presidente do Pontifício Conselho para a Pastoral no Campo da Saúde, renunciando oficialmente à Diocese de Zacatecas em janeiro de 1997, ocasião em que recebeu o título de arcebispo ad personam.

## Cardinalato
Em 21 de setembro de 2003, foi anunciada a sua criação como cardeal pelo Papa João Paulo II, no Consistório de 21 de outubro, em que recebeu o barrete vermelho e o título de cardeal-diácono de São Miguel Arcanjo.
Ele foi um dos cardeais eleitores que participaram do conclave de 2005, o qual selecionou o Papa Bento XVI. Este, por sua vez, reafirmou Dom Lozano na presidência do Pontifício Conselho para a Pastoral no Campo da Saúde.
Em 18 de abril de 2009, o Papa Bento aceitou a renúncia de Dom Lozano por força da idade e escolheu o bispo polonês Dom Zygmunt Zimowski para substituí-lo.
Após servir dez anos como cardeal-diácono, ele foi promovido a cardeal-presbítero de Santa Doroteia pelo Papa Francisco em consistório no dia 12 de junho de 2014.

## Opiniões

### Aborto
O cardeal Barragán expressou forte oposição ao aborto, especialmente em relação ao RU-486, que tem efeitos abortivos sobre o concepto.

### João Paulo II
O cardeal Lozano Barragán esteve entre os primeiros a promover a canonização do Papa João Paulo II depois da morte deste, em abril de 2005, afirmando que a recuperação de um menino com leucemia terminal que o Papa abençoou, em 1990, é um milagre atribuível a João Paulo II.

### SIDA e contracepção
Em 2006, foi reportado que o cardeal Barragán estaria estaria preparando um relatório para o Papa Bento no qual afirmava que o uso de preservativos era o mal menor quando uma das pessoas é infectada com SIDA. Todavia, a questão foi minimizada quando o cardeal declarou que não tinha autoridade para dar diretivas doutrinais definitivas. Além do que, em 2009, o Papa Bento XVI afirmou que a disseminação da SIDA "não pode ser vencida pela distribuição de profiláticos: ao contrário, eles a ampliam".

### Eutanásia
O cardeal Barragán tem intervindo publicamente em casos de eutanásia de alto perfil, notoriamente com Terri Schiavo e Eluana Englaro, os quais ele descreveu audaciosamente como assassinatos.

### Homossexuais e transexuais
Em dezembro de 2009, um website publicou uma declaração do cardeal Barragán no qual ele dizia que, enquanto a Igreja considerava a homossexualidade um insulto a Deus, isto não justificava a discriminação contra pessoas gays e transsexuais. O cardeal citou a Carta aos Romanos de São Paulo (Romanos 1: 26-27), apontando que os que os homossexuais e os transsexuais nunca entrarão no reino dos céus. Posteriormente, ele esclareceu que isto não significa que um indivíduo homossexual não possa ser salvo, uma vez que a existência de falta grave requer não apenas assunto grave, mas também total conhecimento e consentimento, e que a homossexualidade é, amiúde, causada pela educação e pelo ambiente, e não por falta pessoal. Dizendo que as pessoas não nascem homossexuais, ele atribuiu a homossexualidade a causas como educação e falha no desenvolvimento da identidade do indivíduo durante a adolescência.
O porta-voz da Sala de Imprensa da Santa Sé, Pe. Federico Lombardi, SJ, disse que o website não deve ser considerado uma autoridade no pensamento católico "sobre questões complexas e delicadas como a homossexualidade". Para a diretriz que a Igreja Católica sobre a matéria, ele citou o Catecismo da Igreja Católica, 2357-2359, o qual afirma que, enquanto "os atos de homossexualidade são intrinsecamente desordenados", aqueles que têm tendências homossexuais "devem ser acolhidos com respeito, compaixão e delicadeza" e que "evitar-se-á, em relação a eles, qualquer sinal de discriminação injusta".

## Morte
Barragán morreu em 20 de abril de 2022, aos 89 anos de idade, em Roma.

## Conclaves
- Conclave de 2005 - participou da eleição de Joseph Ratzinger como Papa Bento XVI.
- Conclave de 2013 - não participou da eleição de Jorge Mario Bergoglio como Papa Francisco, pois perdeu o direito ao voto em 26 de janeiro de 2013